# Rhamphicarpa elongata
Rhamphicarpa elongata är en snyltrotsväxtart som först beskrevs av Ferdinand von Hochstetter, och fick sitt nu gällande namn av O.J. Hansen. Rhamphicarpa elongata ingår i släktet Rhamphicarpa och familjen snyltrotsväxter. Inga underarter finns listade i Catalogue of Life.